# Lista de governadores de Nova Iorque
O governador de Nova York é o chefe do ramo executivo do governo do estado de Nova York e o comandante chefe da Guarda Nacional do estado. O governador tem o dever de fazer cumprir as leis estaduais, convocar a legislatura de Nova York, o poder de aprovar ou vetar projetos de lei aprovados pela legislatura, e de conceder perdões, exceto em casos de traição e impeachment.
Cinquenta e seis pessoas serviram como governador, quatro das quais cumpriram mandatos não consecutivos (George Clinton, DeWitt Clinton, Horatio Seymour e Al Smith); a numeração oficial lista apenas cada governador uma vez; portanto, houve oficialmente 56 governadores. Não houve governadora. Essa numeração inclui um governador em exercício: o vice-governador que preencheu a vaga após a renúncia do então governador, nos termos da Constituição de 1777. A lista não inclui aqueles que atuaram como governador quando o governador estava fora do estado, como o vice-governador Timothy L. Woodruff durante a campanha vice-presidencial de Theodore Roosevelt em 1900, ou o presidente interino da Assembléia Estadual de Nova York Moses M. Weinstein, que atuou como governador por 10 dias em 1968, enquanto o governador, o vice-governador e o líder da maioria no senado estavam fora do estado, participando da Convenção Nacional Republicana em Miami.
Quatro homens se tornaram presidente dos Estados Unidos depois de servir como governador de Nova York: Martin Van Buren, Grover Cleveland, Theodore Roosevelt e Franklin D. Roosevelt, e seis foram vice-presidente dos Estados Unidos. Van Buren e Theodore Roosevelt ocuparam os dois cargos. Dois governadores foram o juiz principal dos Estados Unidos: John Jay ocupou o cargo quando foi eleito governador em 1795, e Charles Evans Hughes tornou-se chefe de justiça em 1930, duas décadas depois de deixar o governo.
O governador que mais serviu foi o primeiro, George Clinton, que assumiu o cargo em 30 de julho de 1777 e cumpriu sete mandatos em dois períodos diferentes, totalizando quase 21 anos no cargo. Como 18 desses anos foram consecutivos, Clinton também cumpriu o mais longo período consecutivo no cargo de governador de Nova York. Charles Poletti teve o prazo mais curto, cumprindo 29 dias após a renúncia do governador anterior, Herbert H. Lehman, em 1942. A atual governadora é a democrata Kathy Hochul, que assumiu o cargo em 24 de agosto de 2021.

## Governadores
Nova York era uma das treze colônias originais na costa leste da América do Norte e foi admitida como estado em 26 de julho de 1788. Antes de declarar sua independência, Nova York era uma colônia do Reino da Grã-Bretanha, como colônia da Nova Holanda era comandada pelos governadores coloniais e diretores-gerais da Nova Holanda no período pré-estatal.
O escritório do governador foi estabelecido pela primeira Constituição de Nova York em 1777. O governador originalmente tinha mandato de três anos, embora a constituição não especificasse quando o mandato começou. Uma lei de 1787 estabeleceu o início do mandato em 1º de julho. A Convenção Constitucional do Estado de Nova York de 1821 alterou a constituição estadual, reduzindo o mandato para dois anos e transferindo a eleição para novembro, alterando assim o início e o final do período para coincidir com o ano civil. Uma emenda de 1874 estendeu o mandato de volta a três anos, mas a constituição de 1894 novamente o reduziu para dois anos. A mais recente Constituição de Nova York de 1938 estendeu o mandato para os atuais quatro anos. Não há limite para o número de mandatos consecutivos que um governador pode servir.
A Constituição prevê desde 1777 a eleição de um vice-governador de Nova York, para o mesmo mandato (mantendo os mesmos prazos que o governador durante todas as revisões constitucionais). Originalmente, no caso de morte, renúncia ou impeachment do governador, o vice-governador se tornaria governador interino até o final do mandato legislativo anual, sendo o cargo preenchido com uma eleição especial, se houvesse um período remanescente. Desde a Constituição de 1821, o vice-governador se torna explicitamente governador após essa vaga no cargo e serve por todo o restante do período. Se o cargo de vice-governador ficar vago, o Presidente do Senado do Estado cumprirá todos os deveres do vice-governador até que a vaga seja preenchida na próxima eleição governamental ou mediante indicação. Da mesma forma, caso ambos os cargos se tornem vagos ao mesmo tempo, o Presidente do Senado atua como governador, permanecendo vago o cargo de vice-governador. Se a presidência do Senado também estiver vaga, ou o titular não puder cumprir os deveres, o Presidente da Assembléia Estadual é o próximo na sucessão. O vice-governador é eleito junto com o governador, desde a eleição de 1954, com um único voto conjunto para os dois cargos, mas é nomeado separadamente.
| N.º | Governador | Governador                        | Período de governo                               | Mandato           | Partido | Partido               | Eleição     | Notas       |
| --- | ---------- | --------------------------------- | ------------------------------------------------ | ----------------- | ------- | --------------------- | ----------- | ----------- |
| 1   |            | George Clinton (1739-1812)        | 30 de Julho de 1777 – 30 de Junho de 1795        | 17 anos, 335 dias |         | Democrata-Republicano | 1777        |             |
| 1   | 1780       | George Clinton (1739-1812)        | 30 de Julho de 1777 – 30 de Junho de 1795        | 17 anos, 335 dias |         | Democrata-Republicano |             |             |
| 1   | 1783       | George Clinton (1739-1812)        | 30 de Julho de 1777 – 30 de Junho de 1795        | 17 anos, 335 dias |         | Democrata-Republicano |             |             |
| 1   | 1786       | George Clinton (1739-1812)        | 30 de Julho de 1777 – 30 de Junho de 1795        | 17 anos, 335 dias |         | Democrata-Republicano |             |             |
| 1   | 1789       | George Clinton (1739-1812)        | 30 de Julho de 1777 – 30 de Junho de 1795        | 17 anos, 335 dias |         | Democrata-Republicano |             |             |
| 1   | 1792       | George Clinton (1739-1812)        | 30 de Julho de 1777 – 30 de Junho de 1795        | 17 anos, 335 dias |         | Democrata-Republicano |             |             |
| 2   |            | John Jay (1745-1829)              | 1 de Julho de 1795 – 30 de Junho de 1801         | 6 anos            |         | Federalista           | 1795        |             |
| 2   | 1798       | John Jay (1745-1829)              | 1 de Julho de 1795 – 30 de Junho de 1801         | 6 anos            |         | Federalista           |             |             |
| -   |            | George Clinton (1739-1812)        | 1 de Julho de 1801 – 30 de Junho de 1804         | 3 anos            |         | Democrata-Republicano | 1801        |             |
| 3   |            | Morgan Lewis (1754-1844)          | 1 de Julho de 1804 – 30 de Junho de 1807         | 3 anos            |         | Democrata-Republicano | 1804        |             |
| 4   |            | Daniel D. Tompkins (1774-1825)    | 1 de Julho de 1807 – 24 de Fevereiro de 1817     | 9 anos, 238 dias  |         | Democrata-Republicano | 1807        | [ nota 1 ]  |
| 4   | 1810       | Daniel D. Tompkins (1774-1825)    | 1 de Julho de 1807 – 24 de Fevereiro de 1817     | 9 anos, 238 dias  |         | Democrata-Republicano |             | [ nota 1 ]  |
| 4   | 1813       | Daniel D. Tompkins (1774-1825)    | 1 de Julho de 1807 – 24 de Fevereiro de 1817     | 9 anos, 238 dias  |         | Democrata-Republicano |             | [ nota 1 ]  |
| 4   | 1816       | Daniel D. Tompkins (1774-1825)    | 1 de Julho de 1807 – 24 de Fevereiro de 1817     | 9 anos, 238 dias  |         | Democrata-Republicano |             | [ nota 1 ]  |
| 5   |            | John Tayler (1742-1829)           | 24 de Fevereiro de 1817 – 30 de Junho de 1817    | 126 dias          |         | Democrata-Republicano | [ nota 2 ]  |             |
| 6   |            | DeWitt Clinton (1769-1828)        | 1 de Julho de 1817 – 31 de Dezembro de 1822      | 5 anos, 183 dias  |         | Democrata-Republicano | 1817        |             |
| 6   | 1820       | DeWitt Clinton (1769-1828)        | 1 de Julho de 1817 – 31 de Dezembro de 1822      | 5 anos, 183 dias  |         | Democrata-Republicano |             |             |
| 7   |            | Joseph C. Yates (1768-1837)       | 1 de Janeiro de 1823 – 31 de Dezembro de 1824    | 2 anos            |         | Democrata-Republicano | 1822        |             |
| -   |            | DeWitt Clinton † (1769-1828)      | 1 de Janeiro de 1825 – 11 de Fevereiro de 1828   | 3 anos, 41 dias   |         | Democrata-Republicano | 1824        | [ nota 3 ]  |
| -   | 1826       | DeWitt Clinton † (1769-1828)      | 1 de Janeiro de 1825 – 11 de Fevereiro de 1828   | 3 anos, 41 dias   |         | Democrata-Republicano |             | [ nota 3 ]  |
| 8   |            | Nathaniel Pitcher (1777-1836)     | 11 de Fevereiro de 1828 – 31 de Dezembro de 1828 | 324 dias          |         | Democrata-Republicano | [ nota 4 ]  |             |
| 9   |            | Martin Van Buren (1782-1862)      | 1 de Janeiro de 1829 – 12 de Março de 1829       | 70 dias           |         | Democrata             | 1828        | [ nota 5 ]  |
| 10  |            | Enos T. Throop (1784-1874)        | 12 de Março de 1829 – 31 de Dezembro de 1832     | 3 anos, 294 dias  |         | Democrata             | 1828        | [ nota 6 ]  |
| 10  | 1830       | Enos T. Throop (1784-1874)        | 12 de Março de 1829 – 31 de Dezembro de 1832     | 3 anos, 294 dias  |         | Democrata             |             | [ nota 6 ]  |
| 11  |            | William L. Marcy (1786-1857)      | 1 de Janeiro de 1833 – 31 de Dezembro de 1838    | 6 anos            |         | Democrata             | 1832        |             |
| 11  | 1834       | William L. Marcy (1786-1857)      | 1 de Janeiro de 1833 – 31 de Dezembro de 1838    | 6 anos            |         | Democrata             |             |             |
| 11  | 1836       | William L. Marcy (1786-1857)      | 1 de Janeiro de 1833 – 31 de Dezembro de 1838    | 6 anos            |         | Democrata             |             |             |
| 12  |            | William H. Seward (1801-1872)     | 1 de Janeiro de 1839 – 31 de Dezembro de 1842    | 4 anos            |         | Whig                  | 1838        |             |
| 12  | 1840       | William H. Seward (1801-1872)     | 1 de Janeiro de 1839 – 31 de Dezembro de 1842    | 4 anos            |         | Whig                  |             |             |
| 13  |            | William C. Bouck (1786-1859)      | 1 de Janeiro de 1843 – 31 de Dezembro de 1844    | 2 anos            |         | Democrata             | 1842        |             |
| 14  |            | Silas Wright (1795-1847)          | 1 de Janeiro de 1845 – 31 de Dezembro de 1846    | 2 anos            |         | Democrata             | 1844        |             |
| 15  |            | John Young (1802-1852)            | 1 de Janeiro de 1847 – 31 de Dezembro de 1848    | 2 anos            |         | Whig                  | 1846        |             |
| 16  |            | Hamilton Fish (1808-1893)         | 1 de Janeiro de 1849 – 31 de Dezembro de 1850    | 2 anos            |         | Whig                  | 1848        |             |
| 17  |            | Washington Hunt (1811-1867)       | 1 de Janeiro de 1851 – 31 de Dezembro de 1852    | 2 anos            |         | Whig                  | 1850        |             |
| 18  |            | Horatio Seymour (1810-1886)       | 1 de Janeiro de 1853 – 31 de Dezembro de 1854    | 2 anos            |         | Democrata             | 1852        |             |
| 19  |            | Myron H. Clark (1806-1892)        | 1 de Janeiro de 1855 – 31 de Dezembro de 1856    | 2 anos            |         | Whig                  | 1854        |             |
| 20  |            | John A. King (1788-1867)          | 1 de Janeiro de 1857 – 31 de Dezembro de 1858    | 2 anos            |         | Republicano           | 1856        |             |
| 21  |            | Edwin D. Morgan (1811-1883)       | 1 de Janeiro de 1859 – 31 de Dezembro de 1862    | 4 anos            |         | Republicano           | 1858        |             |
| 21  | 1860       | Edwin D. Morgan (1811-1883)       | 1 de Janeiro de 1859 – 31 de Dezembro de 1862    | 4 anos            |         | Republicano           |             |             |
| -   |            | Horatio Seymour (1810-1886)       | 1 de Janeiro de 1863 – 31 de Dezembro de 1864    | 2 anos            |         | Democrata             | 1862        |             |
| 22  |            | Reuben Fenton (1819-1885)         | 1 de Janeiro de 1865 – 31 de Dezembro de 1868    | 4 anos            |         | Republicano           | 1864        |             |
| 22  | 1866       | Reuben Fenton (1819-1885)         | 1 de Janeiro de 1865 – 31 de Dezembro de 1868    | 4 anos            |         | Republicano           |             |             |
| 23  |            | John T. Hoffman (1828-1888)       | 1 de Janeiro de 1869 – 31 de Dezembro de 1872    | 4 anos            |         | Democrata             | 1868        |             |
| 23  | 1870       | John T. Hoffman (1828-1888)       | 1 de Janeiro de 1869 – 31 de Dezembro de 1872    | 4 anos            |         | Democrata             |             |             |
| 24  |            | John Adams Dix (1798-1879)        | 1 de Janeiro de 1873 – 31 de Dezembro de 1874    | 2 anos            |         | Republicano           | 1872        |             |
| 25  |            | Samuel J. Tilden (1814-1886)      | 1 de Janeiro de 1875 – 31 de Dezembro de 1876    | 2 anos            |         | Democrata             | 1874        |             |
| 26  |            | Lucius Robinson (1810-1891)       | 1 de Janeiro de 1877 – 31 de Dezembro de 1879    | 3 anos            |         | Democrata             | 1876        | [ nota 7 ]  |
| 27  |            | Alonzo B. Cornell (1832-1904)     | 1 de Janeiro de 1880 – 31 de Dezembro de 1882    | 3 anos            |         | Republicano           | 1879        |             |
| 28  |            | Grover Cleveland (1837-1908)      | 1 de Janeiro de 1883 – 6 de Janeiro de 1885      | 2 anos, 5 dias    |         | Democrata             | 1882        | [ nota 8 ]  |
| 29  |            | David B. Hill (1843-1910)         | 6 de Janeiro de 1885 – 31 de Dezembro de 1891    | 6 anos, 359 dias  |         | Democrata             | 1882        | [ nota 9 ]  |
| 29  | 1885       | David B. Hill (1843-1910)         | 6 de Janeiro de 1885 – 31 de Dezembro de 1891    | 6 anos, 359 dias  |         | Democrata             |             | [ nota 9 ]  |
| 29  | 1888       | David B. Hill (1843-1910)         | 6 de Janeiro de 1885 – 31 de Dezembro de 1891    | 6 anos, 359 dias  |         | Democrata             |             | [ nota 9 ]  |
| 30  |            | Roswell P. Flower (1843-1910)     | 1 de Janeiro de 1892 – 31 de Dezembro de 1894    | 3 anos            |         | Democrata             | 1891        |             |
| 31  |            | Levi P. Morton (1824-1920)        | 1 de Janeiro de 1895 – 31 de Dezembro de 1896    | 2 anos            |         | Republicano           | 1894        | [ nota 10 ] |
| 32  |            | Frank S. Black (1853-1913)        | 1 de Janeiro de 1897 – 31 de Dezembro de 1898    | 2 anos            |         | Republicano           | 1896        |             |
| 33  |            | Theodore Roosevelt (1858-1919)    | 1 de Janeiro de 1899 – 31 de Dezembro de 1900    | 2 anos            |         | Republicano           | 1898        |             |
| 34  |            | Benjamin Odell (1858-1919)        | 1 de Janeiro de 1901 – 31 de Dezembro de 1904    | 4 anos            |         | Republicano           | 1900        |             |
| 34  | 1902       | Benjamin Odell (1858-1919)        | 1 de Janeiro de 1901 – 31 de Dezembro de 1904    | 4 anos            |         | Republicano           |             |             |
| 35  |            | Frank W. Higgins (1856-1907)      | 1 de Janeiro de 1905 – 31 de Dezembro de 1906    | 2 anos            |         | Republicano           | 1904        |             |
| 36  |            | Charles Evans Hughes (1862-1948)  | 1 de Janeiro de 1907 – 6 de Outubro de 1910      | 3 anos, 278 dias  |         | Republicano           | 1906        | [ nota 11 ] |
| 36  | 1908       | Charles Evans Hughes (1862-1948)  | 1 de Janeiro de 1907 – 6 de Outubro de 1910      | 3 anos, 278 dias  |         | Republicano           |             | [ nota 11 ] |
| 37  |            | Horace White (1834-1916)          | 6 de Outubro de 1910 – 31 de Dezembro de 1910    | 86 dias           |         | Republicano           | [ nota 12 ] |             |
| 38  |            | John Alden Dix (1860-1928)        | 1 de Janeiro de 1911 – 31 de Dezembro de 1912    | 2 anos            |         | Democrata             | 1910        |             |
| 39  |            | William Sulzer (1863-1941)        | 1 de Janeiro de 1913 – 17 de Outubro de 1913     | 289 dias          |         | Democrata             | 1912        | [ nota 13 ] |
| 40  |            | Martin H. Glynn (1871-1924)       | 17 de Outubro de 1913 – 31 de Dezembro de 1914   | 1 ano, 75 dias    |         | Democrata             | 1912        | [ nota 14 ] |
| 41  |            | Charles S. Whitman (1868-1947)    | 1 de Janeiro de 1915 – 31 de Dezembro de 1918    | 4 anos            |         | Republicano           | 1914        |             |
| 41  | 1916       | Charles S. Whitman (1868-1947)    | 1 de Janeiro de 1915 – 31 de Dezembro de 1918    | 4 anos            |         | Republicano           |             |             |
| 42  |            | Al Smith (1873-1944)              | 1 de Janeiro de 1919 – 31 de Dezembro de 1920    | 2 anos            |         | Democrata             | 1918        |             |
| 43  |            | Nathan L. Miller (1868-1953)      | 1 de Janeiro de 1921 – 31 de Dezembro de 1922    | 2 anos            |         | Republicano           | 1920        |             |
| -   |            | Al Smith (1873-1944)              | 1 de Janeiro de 1923 – 31 de Dezembro de 1928    | 6 anos            |         | Democrata             | 1922        |             |
| -   | 1924       | Al Smith (1873-1944)              | 1 de Janeiro de 1923 – 31 de Dezembro de 1928    | 6 anos            |         | Democrata             |             |             |
| -   | 1926       | Al Smith (1873-1944)              | 1 de Janeiro de 1923 – 31 de Dezembro de 1928    | 6 anos            |         | Democrata             |             |             |
| 44  |            | Franklin D. Roosevelt (1882-1945) | 1 de Janeiro de 1929 – 31 de Dezembro de 1932    | 4 anos            |         | Democrata             | 1928        |             |
| 44  | 1930       | Franklin D. Roosevelt (1882-1945) | 1 de Janeiro de 1929 – 31 de Dezembro de 1932    | 4 anos            |         | Democrata             |             |             |
| 45  |            | Herbert H. Lehman (1878-1963)     | 1 de Janeiro de 1933 – 3 de Dezembro de 1942     | 9 anos, 333 dias  |         | Democrata             | 1932        | [ nota 15 ] |
| 45  | 1934       | Herbert H. Lehman (1878-1963)     | 1 de Janeiro de 1933 – 3 de Dezembro de 1942     | 9 anos, 333 dias  |         | Democrata             |             | [ nota 15 ] |
| 45  | 1936       | Herbert H. Lehman (1878-1963)     | 1 de Janeiro de 1933 – 3 de Dezembro de 1942     | 9 anos, 333 dias  |         | Democrata             |             | [ nota 15 ] |
| 45  | 1938       | Herbert H. Lehman (1878-1963)     | 1 de Janeiro de 1933 – 3 de Dezembro de 1942     | 9 anos, 333 dias  |         | Democrata             |             | [ nota 15 ] |
| 46  |            | Charles Poletti (1903-2002)       | 3 de Dezembro de 1942 – 31 de Dezembro de 1942   | 28 dias           |         | Democrata             | [ nota 16 ] |             |
| 47  |            | Thomas E. Dewey (1902-1971)       | 1 de Janeiro de 1943 – 31 de Dezembro de 1954    | 12 anos           |         | Republicano           | 1942        |             |
| 47  | 1946       | Thomas E. Dewey (1902-1971)       | 1 de Janeiro de 1943 – 31 de Dezembro de 1954    | 12 anos           |         | Republicano           |             |             |
| 47  | 1950       | Thomas E. Dewey (1902-1971)       | 1 de Janeiro de 1943 – 31 de Dezembro de 1954    | 12 anos           |         | Republicano           |             |             |
| 48  |            | W. Averell Harriman (1891-1986)   | 1 de Janeiro de 1955 – 31 de Dezembro de 1958    | 4 anos            |         | Democrata             | 1954        |             |
| 49  |            | Nelson Rockefeller (1908-1979)    | 1 de Janeiro de 1959 – 18 de Dezembro de 1973    | 14 anos, 351 dias |         | Republicano           | 1958        | [ nota 17 ] |
| 49  | 1962       | Nelson Rockefeller (1908-1979)    | 1 de Janeiro de 1959 – 18 de Dezembro de 1973    | 14 anos, 351 dias |         | Republicano           |             | [ nota 17 ] |
| 49  | 1966       | Nelson Rockefeller (1908-1979)    | 1 de Janeiro de 1959 – 18 de Dezembro de 1973    | 14 anos, 351 dias |         | Republicano           |             | [ nota 17 ] |
| 49  | 1970       | Nelson Rockefeller (1908-1979)    | 1 de Janeiro de 1959 – 18 de Dezembro de 1973    | 14 anos, 351 dias |         | Republicano           |             | [ nota 17 ] |
| 50  |            | Malcolm Wilson (1914-2000)        | 18 de Dezembro de 1973 – 31 de Dezembro de 1974  | 1 ano, 13 dias    |         | Republicano           | [ nota 18 ] |             |
| 51  |            | Hugh L. Carey (1919-2011)         | 1 de Janeiro de 1975 – 31 de Dezembro de 1982    | 8 anos            |         | Democrata             | 1974        |             |
| 51  | 1978       | Hugh L. Carey (1919-2011)         | 1 de Janeiro de 1975 – 31 de Dezembro de 1982    | 8 anos            |         | Democrata             |             |             |
| 52  |            | Mario M. Cuomo (1932—2015)        | 1 de Janeiro de 1983 – 31 de Dezembro de 1994    | 12 anos           |         | Democrata             | 1982        |             |
| 52  | 1986       | Mario M. Cuomo (1932—2015)        | 1 de Janeiro de 1983 – 31 de Dezembro de 1994    | 12 anos           |         | Democrata             |             |             |
| 52  | 1990       | Mario M. Cuomo (1932—2015)        | 1 de Janeiro de 1983 – 31 de Dezembro de 1994    | 12 anos           |         | Democrata             |             |             |
| 53  |            | George Pataki (1945)              | 18 de Dezembro de 1995 – 31 de Dezembro de 2006  | 12 anos           |         | Republicano           | 1994        |             |
| 53  | 1998       | George Pataki (1945)              | 18 de Dezembro de 1995 – 31 de Dezembro de 2006  | 12 anos           |         | Republicano           |             |             |
| 53  | 2002       | George Pataki (1945)              | 18 de Dezembro de 1995 – 31 de Dezembro de 2006  | 12 anos           |         | Republicano           |             |             |
| 54  |            | Eliot Spitzer (1959)              | 1 de Janeiro de 2007 – 17 de Março de 2008       | 1 ano, 76 dias    |         | Democrata             | 2006        | [ nota 19 ] |
| 55  |            | David Paterson (1954)             | 17 de Março de 2008 – 31 de Dezembro de 2010     | 2 anos, 289 dias  |         | Democrata             | 2006        | [ nota 20 ] |
| 56  |            | Andrew Cuomo (1957)               | 1 de Janeiro de 2011 – 23 de agosto de 2021      | 10 anos, 235 dias |         | Democrata             | 2010        | [ nota 21 ] |
| 56  | 2014       | Andrew Cuomo (1957)               | 1 de Janeiro de 2011 – 23 de agosto de 2021      | 10 anos, 235 dias |         | Democrata             |             | [ nota 21 ] |
| 56  | 2018       | Andrew Cuomo (1957)               | 1 de Janeiro de 2011 – 23 de agosto de 2021      | 10 anos, 235 dias |         | Democrata             |             | [ nota 21 ] |
| 57  |            | Kathy Hochul (1958)               | 24 de Agosto de 2021 – presente                  | Em exercício      |         | Democrata             | 2021        | [ nota 22 ] |